# Shelby (North Carolina)
Shelby ist eine City in und Verwaltungssitz von Cleveland County im US-Bundesstaat North Carolina. Das U.S. Census Bureau ermittelte bei der Volkszählung 2020 eine Einwohnerzahl von 21.918.

## Geographie
Die nächstgelegene Großstadt Charlotte befindet sich etwa 65 Kilometer entfernt im Osten. Kings Mountain und Gastonia liegen in einer Entfernung von 20 bzw. 30 Kilometern jeweils in östlicher Richtung. Der Kings Mountain National Military Park im Nachbarstaat South Carolina beginnt 20 Kilometer entfernt im Südosten. Im Westen wird Shelby vom First Broad River tangiert, der anschließend in den Broad River mündet. Die U.S. Route 74 verläuft mitten durch den Ort.

## Geschichte

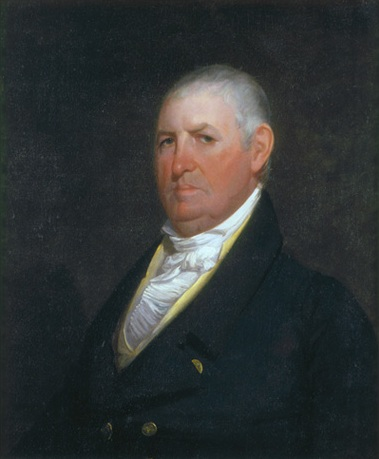
Der Namensgeber Isaac Shelby

Ureinwohner der Region waren verschiedene Indianerstämme, die überwiegend dem Volk der Cherokee angehörten. Erste europäische Siedler, die überwiegend aus Deutschland, England und Irland kamen und vorher in Pennsylvania lebten, ließen sich in den 1750er Jahren in der Gegend nieder. Die Stadt wurde nach Isaac Shelby, einem Offizier und Kriegshelden der Schlacht am Kings Mountain, die in der Nähe ausgetragen wurde, benannt. Im Jahr 1843 erhielt sie die Bezeichnung Kreisstadt. Nach Ende des Amerikanischen Bürgerkriegs waren zunächst viele Einwohner in der County-Verwaltung sowie der Landwirtschaft tätig.
Mit der Industrialisierung der Region wurden viele kleine und mittlere Betriebe gegründet und die Bewohner waren unter anderem als Schreiner, Stellmacher, Silberschmiede, Hufschmiede, Büchsenmacher, Lebensmittelhändler, Drogisten, Metzger und Schneider beschäftigt. In den 1920er Jahren kam der Anbau von Baumwolle in Plantagen als neuer Geschäftszweig hinzu, der jedoch nur eine kurze Blütezeit erfuhr.
Shelbys Hauptaktivitäten beziehen sich in der Gegenwart in erster Linie auf die Bereiche Verwaltung, Gerichtsbarkeit, Bankwesen, Tourismus sowie das allgemeine Merchandising.
Viele historisch wertvolle Gebäude und Plätze aus den Anfängen des Ortes sind im National Register of Historic Places aufgeführt. Dazu zählen: Banker’s House, Joshua Beam House, Central Shelby Historic District, Cleveland County Courthouse, East Marion-Belvedere Park Historic District, James Heyward Hull House, Masonic Temple Building, Dr. Victor McBrayer House, George Sperling House and Outbuildings, Joseph Suttle House, Webbley und West Warren Street Historic District.

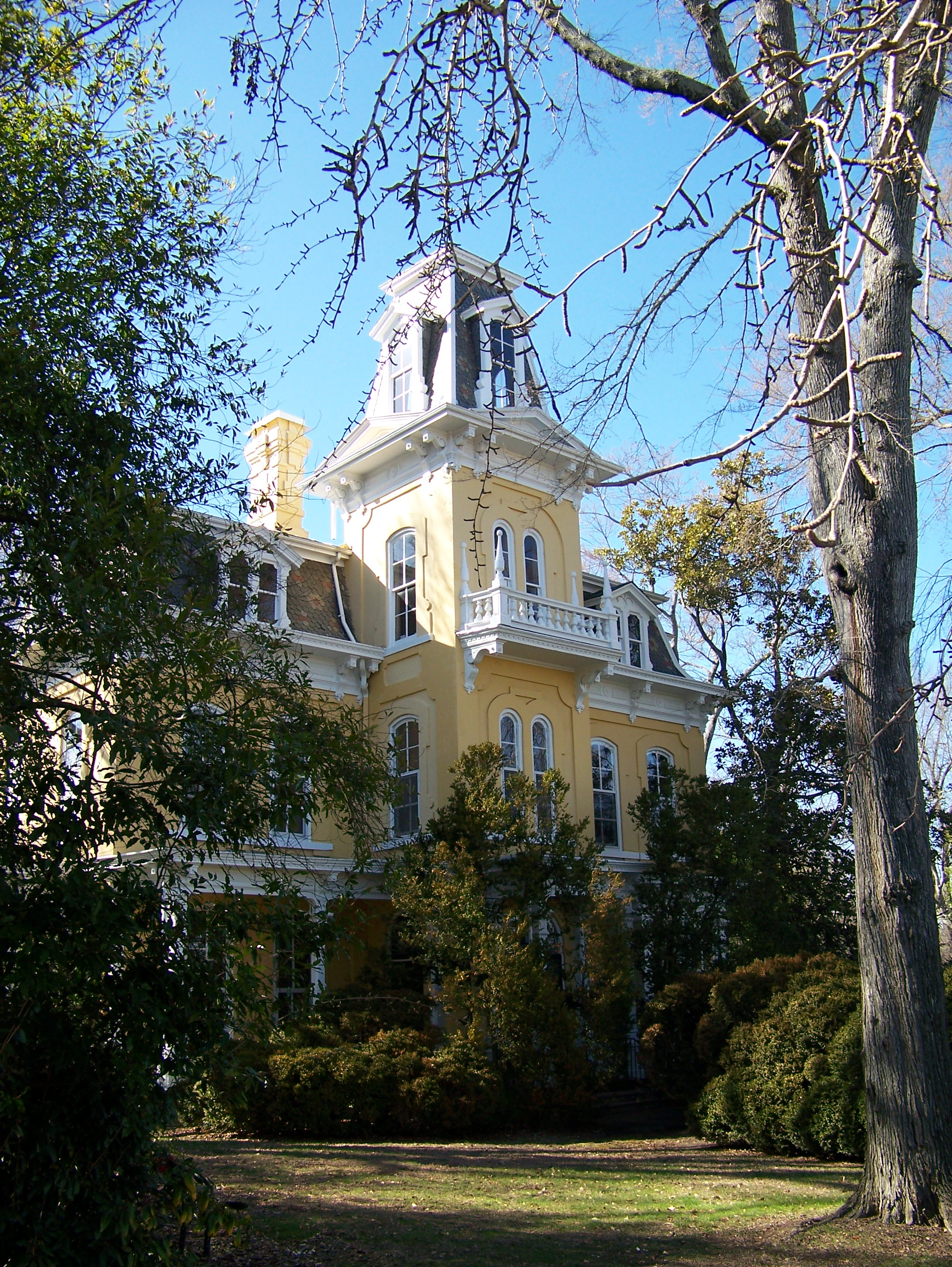
Bankers House
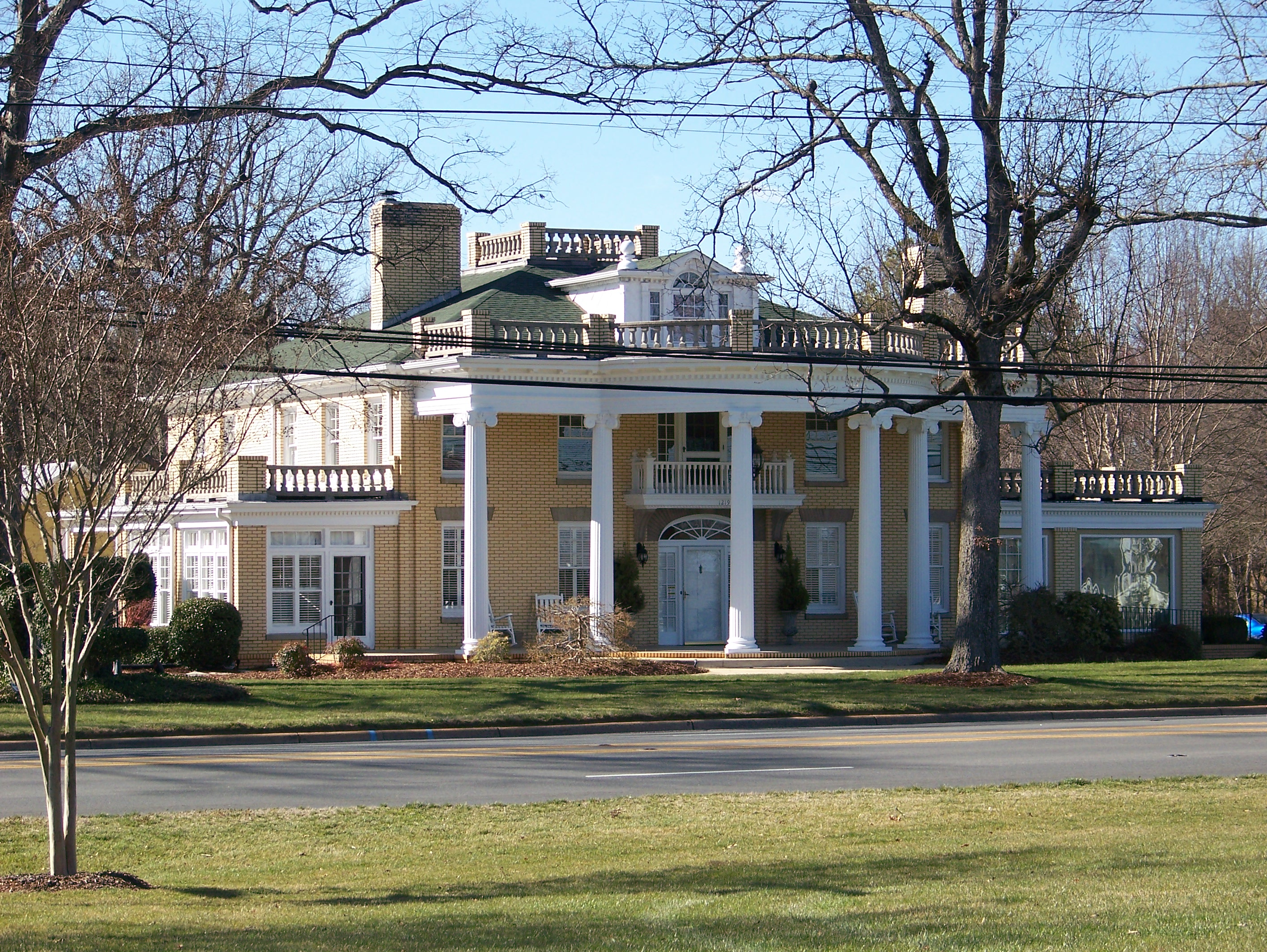
George Sperling House and Outbuildings
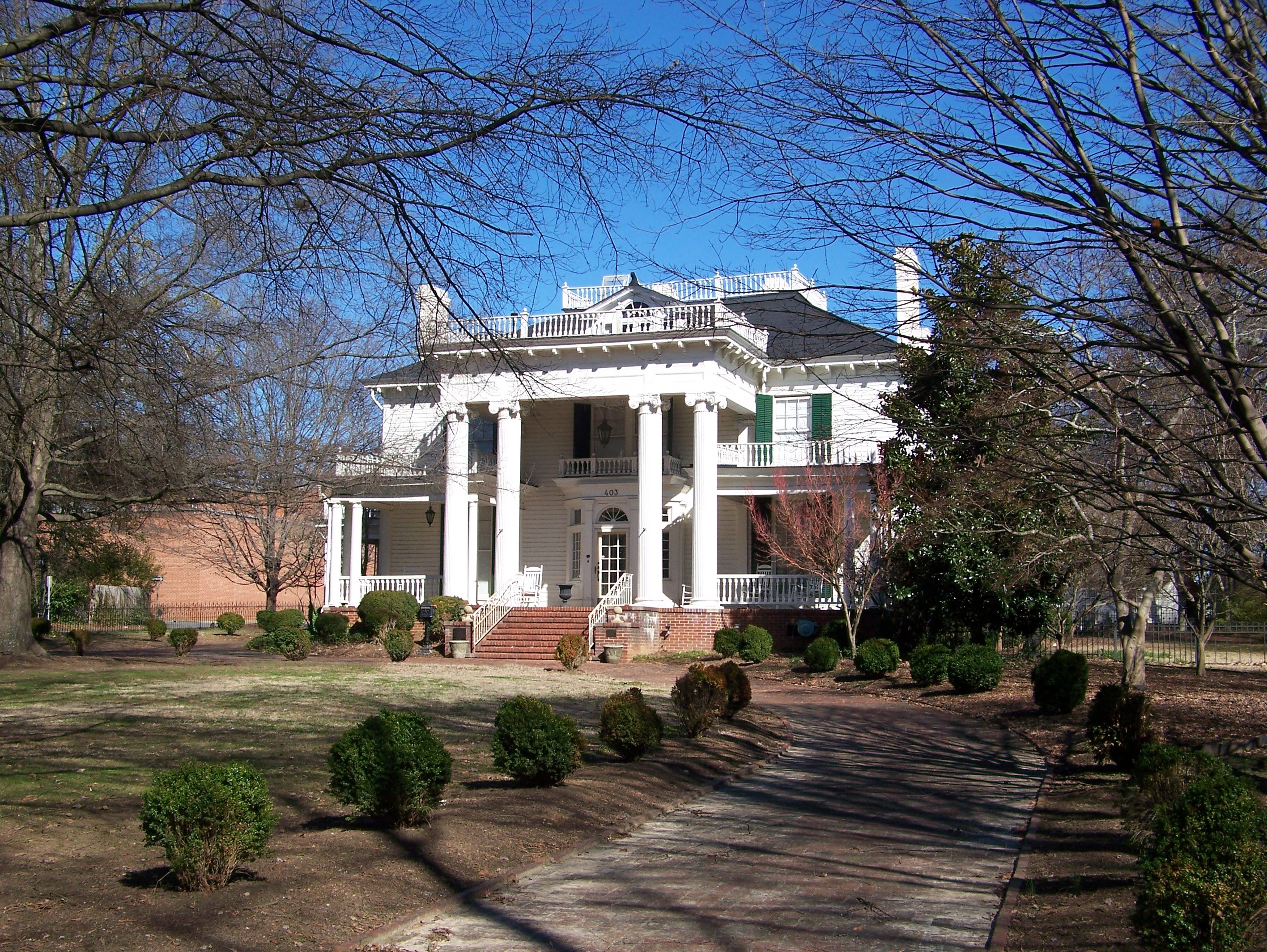
Webbley (O. Max Gardner House)
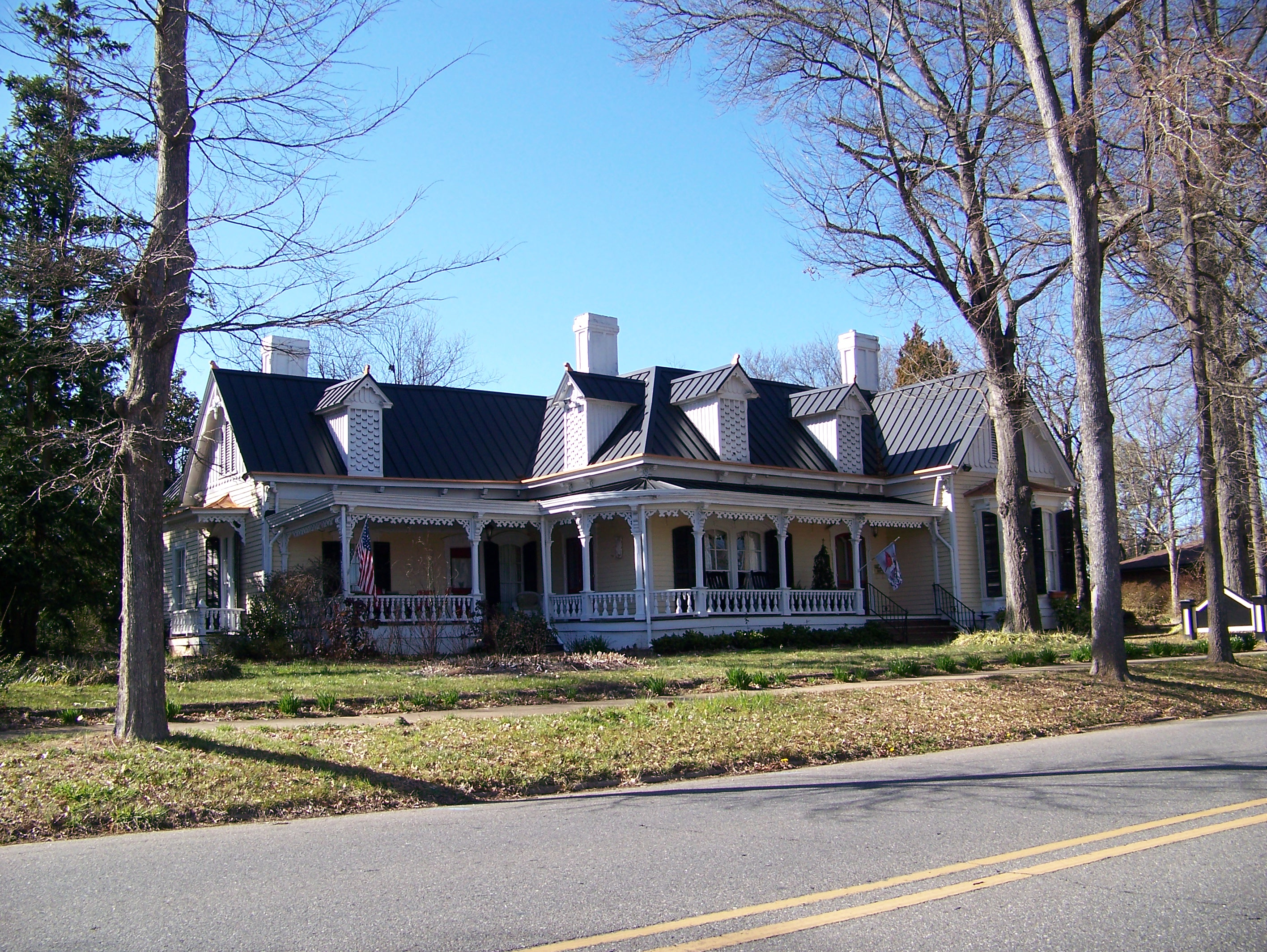
Dr. Victor McBrayer House
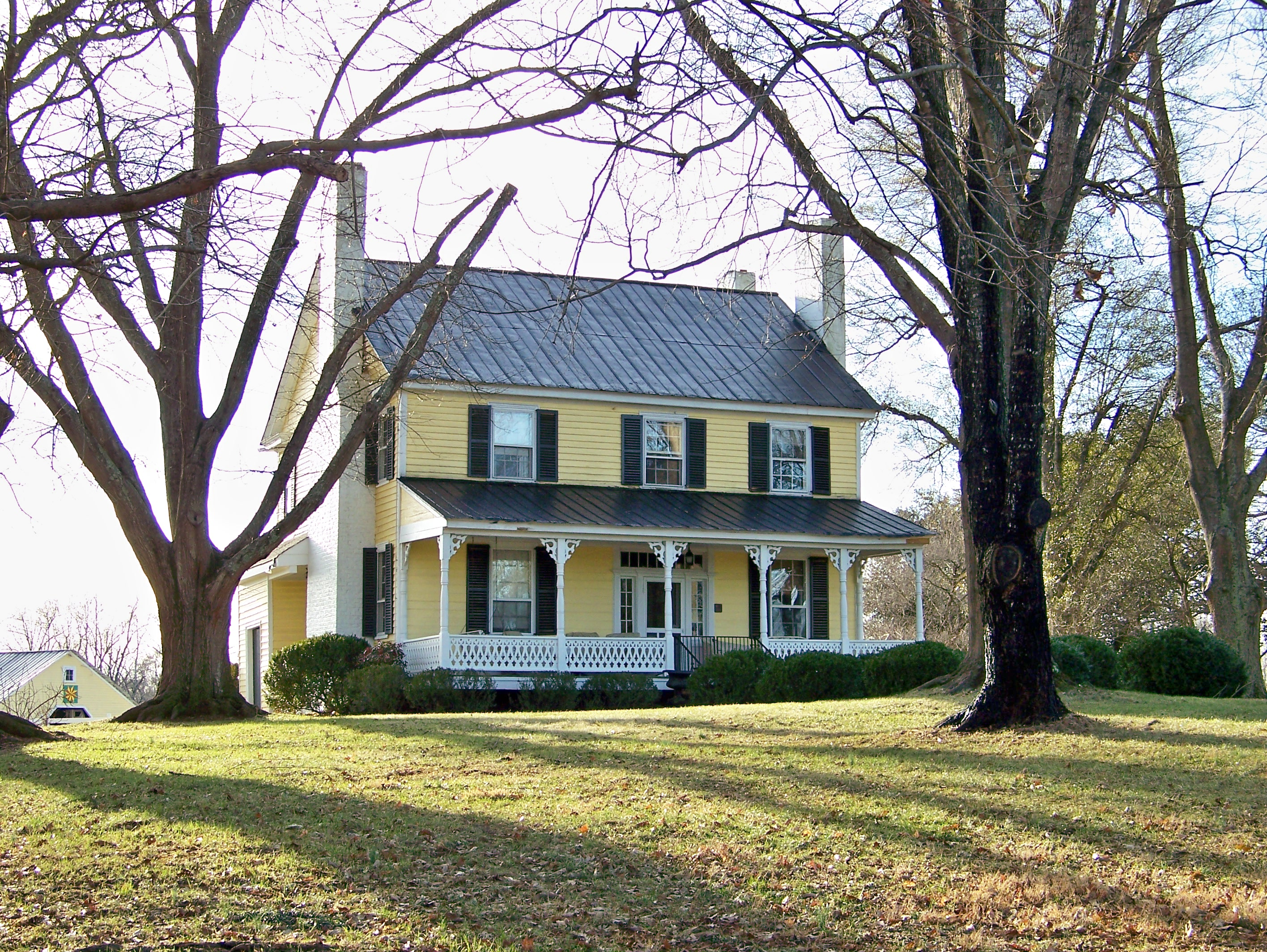
Joseph Suttle House
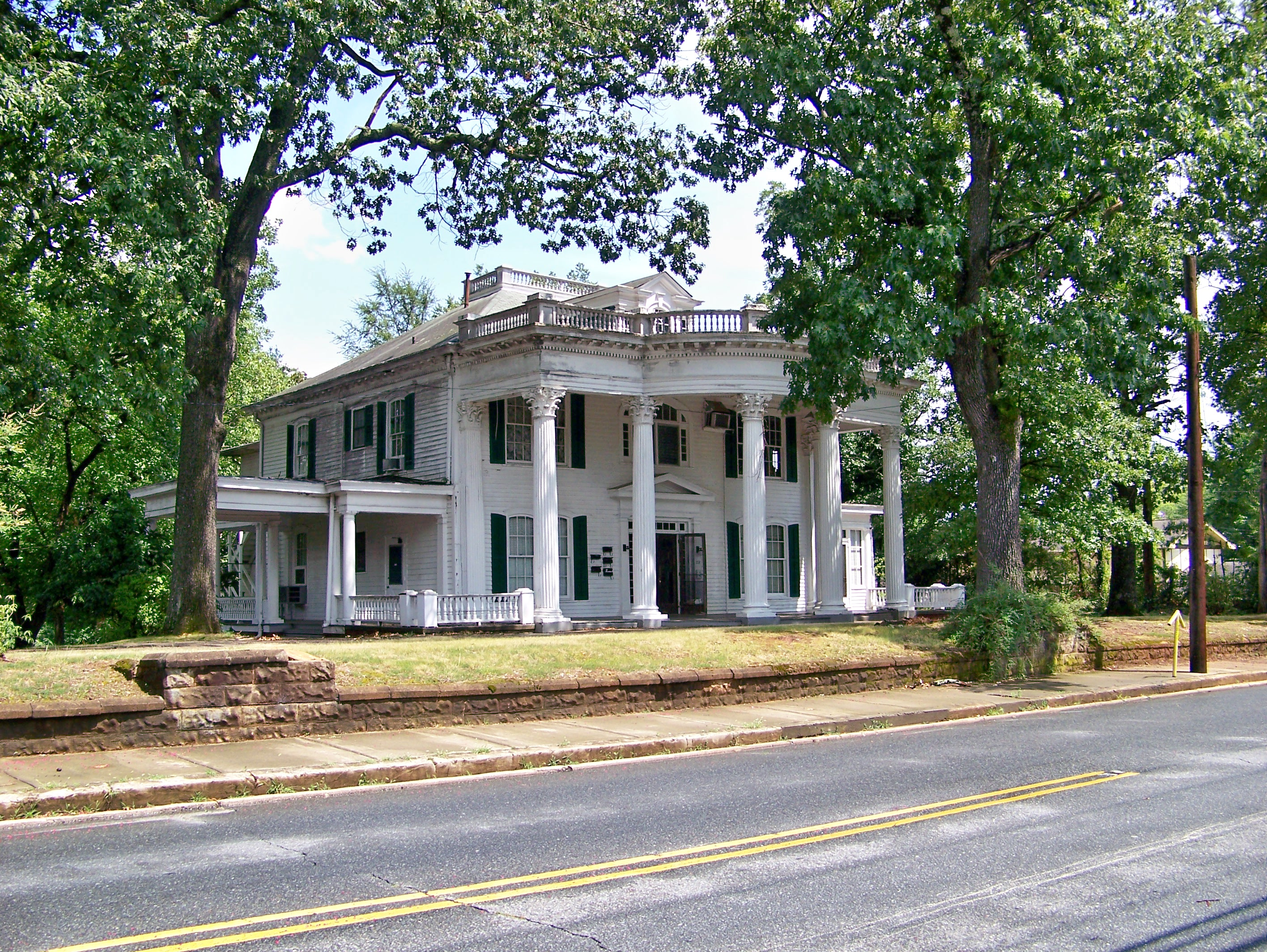
James Heyward Hull House
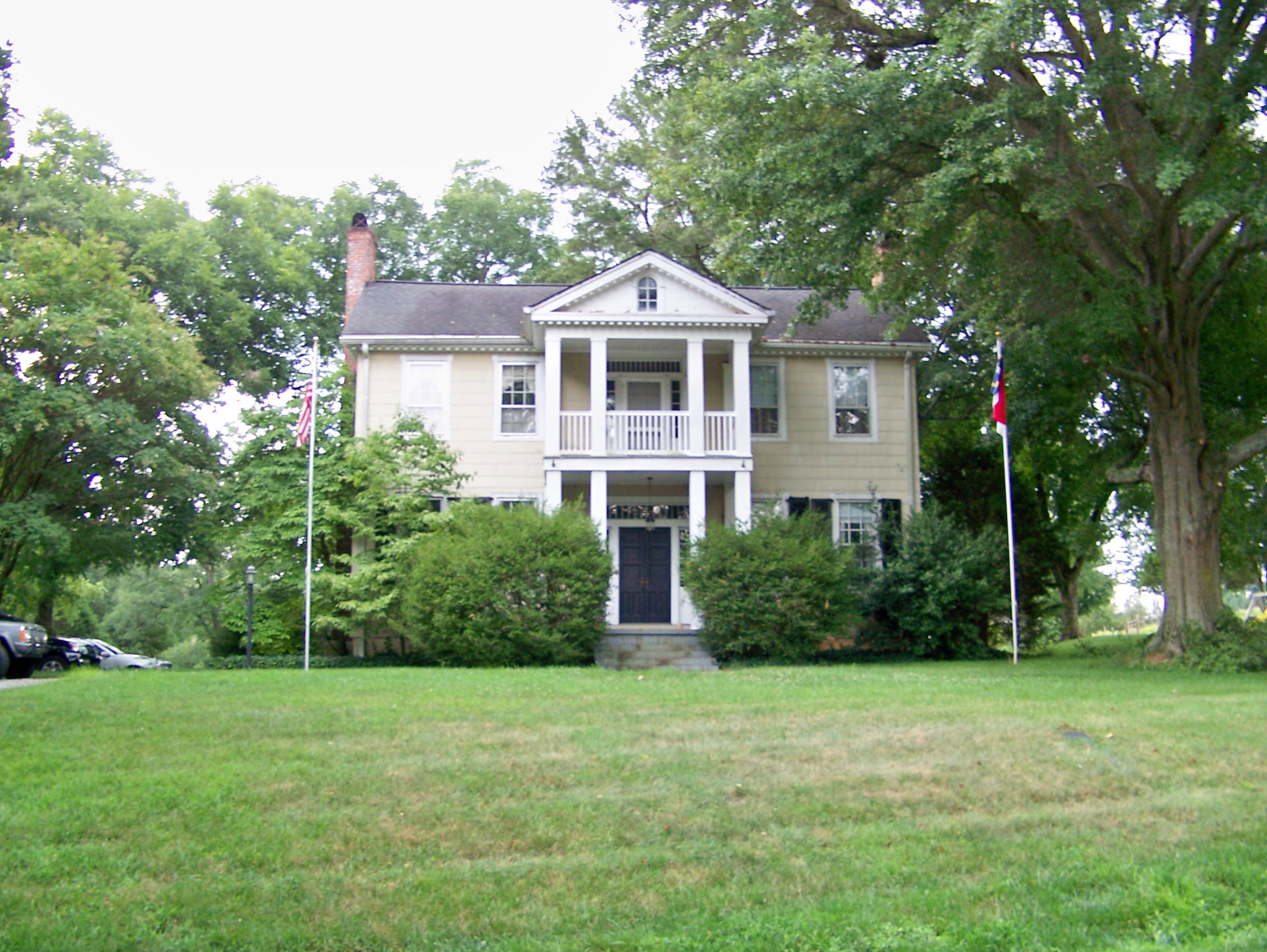
Joshua Beam House
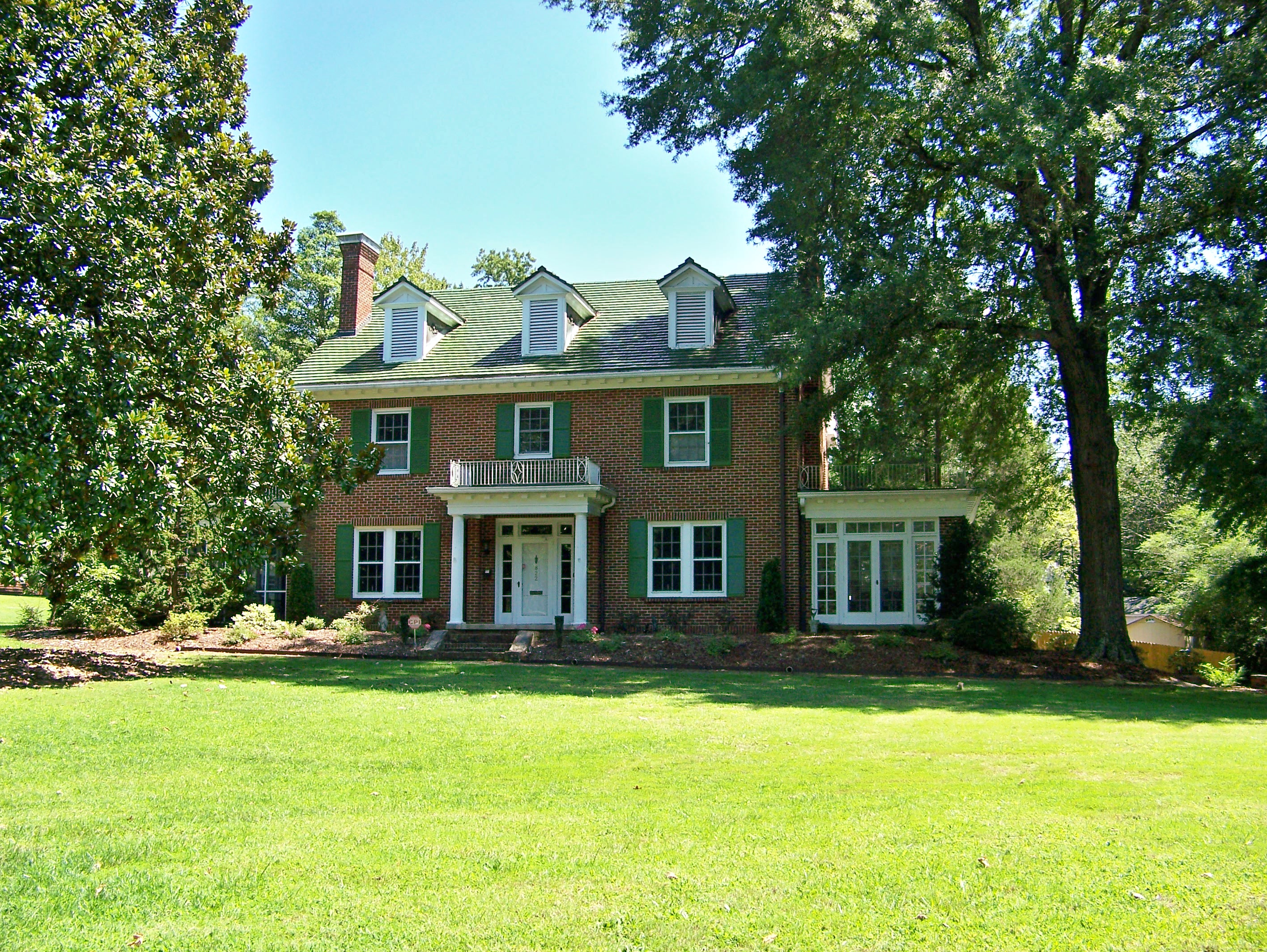
East Marion-Belvedere Park Historic District

## Demografische Daten
Im Jahre 2014 wurde eine Einwohnerzahl von 20.276 Personen ermittelt, was eine Zunahme um 4,1 % gegenüber dem Jahr 2000 bedeutet. Das Durchschnittsalter der Bewohner lag im Jahre 2014 mit 40,1 Jahren über dem Durchschnittswert von North Carolina, der 37,9 Jahre betrug.

## Persönlichkeiten

### Musiker
Einige bedeutende Interpreten der Country-Musik wurden in Shelby geboren. Im Besonderen sind hier der Songschreiber und Country-Sänger Don Gibson sowie der Bluegrass-Musiker und Banjo-Virtuose Earl Scruggs zu nennen. Ihnen zu Ehren werden jährlich von Einheimischen und Touristen sehr gut besuchte Musik-Festivals ausgerichtet.

### Politiker
- Oliver Max Gardner (1882–1947), Politiker, 57. Gouverneur von North Carolina
- Kay Hagan (1953–2019), Politikerin (Demokratische Partei)

### Sportler
Der ehemalige unumstrittene Boxweltmeister im Schwergewicht Floyd Patterson wurde in dem zehn Kilometer von Shelby entfernten Dorf Waco geboren. Ihm zu Ehren wurde im Jahr 1959 nach einer erfolgreichen Titelverteidigung eine Parade in seiner Heimatregion durch die Straßen von Shelby veranstaltet. In Shelby geboren wurden:
- Bobby Bell (* 1940), American-Football-Spieler
- David Thompson (* 1954), Basketballspieler
- Tim Wilkison (* 1959), Tennisspieler
- Duane Ross (* 1972), Leichtathlet

## Trivia
Einige Szenen des Science-Fiction-Films Die Tribute von Panem – The Hunger Games wurden in Shelby gedreht.